# Léon-Lévy Brunswick
Pour les articles homonymes, voir Brunswick.
Brunswick Lévy dit Léon-Lévy Brunswick est un auteur dramatique français né le 20 avril 1805 (1er floréal an XIII) à Auxerre et mort le 28 juillet 1859 au Havre.
Connu également sous le nom de Léon Lhérie, il est le frère du dramaturge Victor Lhérie.

## Biographie
Il débute comme journaliste avant de se tourner vers le théâtre. Il est l'auteur de nombreux vaudevilles avec Jean-François Bayard, Émile Vanderburch, Dumersan ou Arthur de Beauplan.
Mais c'est avec Adolphe de Leuven qu'il connaîtra, vingt ans durant, ses plus grands succès, au travers notamment des livrets des opéras-comiques d'Adolphe Adam (Le Brasseur de Preston, Le Postillon de Lonjumeau, Le Roi d'Yvetot).
Il est inhumé au cimetière du Père-Lachaise (56e division).

## Œuvres
- La Gueule de lion, comédie en 1 acte, avec Barthélemy Jarnet, 1834